# ローレンツ群

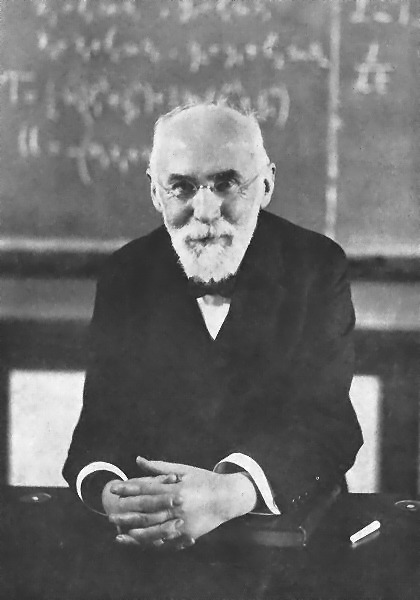
ローレンツ群の名前の由来、ヘンドリック・アントーン・ローレンツ (1853–1928)

物理学および数学において、ローレンツ群 (ローレンツぐん、英: Lorentz group) は、（重力を除いた）全ての古典的な設定における物理現象を説明する基礎となる、ミンコフスキー時空上の全てのローレンツ変換が成す群である。ローレンツ群の名前はオランダ人物理学者ヘンドリック・ローレンツに因む。
ローレンツ変換の下では、次の法則および等式が不変に保たれる。 
- 特殊相対論的運動法則
- 電磁気学におけるマクスウェル方程式
- 電子論におけるディラック方程式

そのため、多くのよく知られた自然界の基本法則に対応する対称性は、ローレンツ群によって表現することができる。

## 基本性質
ローレンツ変換はミンコフスキー時空上の原点を不動点とする等長変換であり、ローレンツ群は、等長変換全体が成すポアンカレ群の部分群であるといえる。したがって、ローレンツ群はミンコフスキー時空上の等長変換群の等方的部分群である。この理由から、ローレンツ群は同次ローレンツ群 (homogeneous Lorentz group)と呼ばれることがあり、対してポアンカレ群は非同次ローレンツ群 (inhomogeneous Lorentz group) と呼ばれることがある。ローレンツ変換は線形変換あるのに対して、ミンコフスキー時空上の一般の等長変換はアフィン変換である。
数学的には、ローレンツ群は一般化直交群 O(1, 3)、すなわち R4 上の二次形式
{\displaystyle (t,x,y,z)\mapsto t^{2}-x^{2}-y^{2}-z^{2}}
を不変に保つ行列リー群として記述できる。この二次形式は、行列形式に直すと（古典直交群を参照）、物理的にはミンコフスキー時空の計量テンソルであると理解される。
ローレンツ群は、六次元の連結でなくコンパクトでない非可換実リー群である。その四つの連結成分は単連結ではない。ローレンツ群の単位元成分（つまり単位元を含む成分）はそれ自身群を成し、しばしば制限ローレンツ群 (restricted Lorentz group) と呼ばれ、 SO+(1, 3) と表記される。制限ローレンツ群は空間の向きと時間の方向を保存するローレンツ変換から成る。制限ローレンツ群はしばしば複四元数代数を用いて表される。
制限ローレンツ群は別の、純粋数学的方法からも生じる。例えば、特定の常微分方程式の対称点群から生じる。このことは物理的重要性も持つ。

### 連結成分

2+1次元時空の光円錐

ローレンツ群 O(1, 3) はリー群であるから、滑らかな多様体として位相的に説明することができる。多様体としては、四つの連結成分を持っている。直感的には、このことは四つの位相的に分離した部分から成ることを意味する。
四つの連結成分はその要素がもつ二つの変換特性により分類される。
- ある種類の要素は時間反転ローレンツ変換により逆転される。たとえば、未来を向いた時間的ベクトルは過去を向いたベクトルに反転される。
- ある種類の要素は向きを非固有ローレンツ変換 (improper Lorentz transformations) により逆転される。たとえば、特定の四脚場（英語版）がそれにあたる。

時間の方向を保存するローレンツ変換は順時ローレンツ変換 (orthochronous Lorentz transformations) と呼ばれる。順時ローレンツ変換が成す部分群はしばしば O+(1, 3) と表記される。向きを保存するものは固有ローレンツ変換 (proper Lorentz transformations) と呼ばれ、線形変換としての行列式は +1（非固有ローレンツ変換では −1）となる。固有ローレンツ変換の成す部分群は SO(1, 3) と表記される。 
向きと時間の方向を両方を保存する全てのローレンツ変換の成す部分群は、固有順時ローレンツ群 (proper, orthochronous Lorentz group) もしくは制限ローレンツ群 (restricted Lorentz group) と呼ばれ、 SO+(1, 3) と表記される。（SO(1, 3)もしくは O(1, 3) とさえ書いていても実際には SO+(1, 3) の意味で書いている著者もいるので注意。）
これら四つの連結成分の集合には、商群 O(1, 3)/SO+(1, 3) としての群構造が与えられ、これはクラインの四元群と同型である。 O(1, 3) の全ての元は、固有等時ローレンツ変換と離散群
{1, P, T, PT}
の元との半直積により書ける。ここで、 P および T はそれぞれ空間反転および時間反転作用素である。
P = diag(1, −1, −1, −1),
T = diag(−1, 1, 1, 1).
したがって、任意のローレンツ変換は固有順時ローレンツ変換に、これら二つの演算子を作用させるかさせないかを選び、どの連結成分に属するかを決めることにより表現できる。このパターンは有限次元リー群において典型的である。

## 制限ローレンツ群
制限ローレンツ群はローレンツ群の単位元成分であり、従って群内の連続曲線によって単位元と結ぶことができる。制限ローレンツ群はローレンツ群全体の連結な正規部分群であり、次元も同じ六次元である。
制限ローレンツ群は通常の空間回転とローレンツブースト（時間的方向を含む平面上の双曲回転と考えることができる）により生成される。全ての固有順時ローレンツ変換は回転（三つの実パラメータで記述される）とブースト（やはり三つの実パラメータで記述される）の積で書くことができ、任意の固有順時ローレンツ変換の記述には六つの実パラメータが必要となる。これはローレンツ群が六次元であることを理解する一つの方法である。（リー代数の節も参照。）
回転全ては通常の回転群 SO(3)と同型なリー部分群を成す。しかし、ブーストを二つ組み合わせても一般にはブーストにはならないため、ブースト全ては部分群を成さない（むしろ、二つの非共線なブーストはブーストと回転の組み合わせに相当し、トーマス回転に関連付けられる）。ある方向へのブーストもしくはある軸周りの回転は、1パラメータ部分群を生成する。

### 推移曲面
| 一葉双曲面 | 双円錐面 | 二葉双曲面 |

群 G が空間 V に作用するとき、曲面 S ⊂ V が推移曲面 (surface of transitivity) であるとは、S が G の下で不変、つまり gs ∈ S が任意の g ∈ G と s ∈ S に対して成り立ち、かつ任意の二点 s1, s2 ∈ S に対してある g ∈ G が存在して gs1 = s2 が成り立つことをいう。ローレンツ群は定義により二次形式
{\displaystyle Q(x)=x_{0}^{2}-x_{1}^{2}-x_{2}^{2}-x_{3}^{2}}
を保つ。順時ローレンツ群 O+(1, 3) の時空上の推移曲面 Q(x) = const. には次の場合がある。
- Q(x) > 0, x0 > 0 の場合、二葉双曲面の上側部分。
- Q(x) > 0, x0 < 0 の場合、二葉双曲面の下側部分。
- Q(x) = 0, x0 > 0 の場合、光円錐の上側部分。
- Q(x) = 0, x0 < 0 の場合、光円錐の下側部分。
- Q(x) < 0 の場合、一葉双曲面。
- 原点 x0 = x1 = x2 = x3 = 0。

これらの（超）曲面は三次元であり、画像は正確なものではなく、O+(1, 2) についての対応する事実に対して忠実なものである。ローレンツ群全体に対しては、推移曲面は四種類のみとなる。双曲面および双円錐の上側から下側およびその逆に移す変換 T が存在するからである。
これらの知見は、ローレンツ群の全ての無限次元ユニタリ表現を、そして実はポアンカレ群のそれを、誘導表現の方法を用いて見付けるためのよい出発点となる。まず、各推移曲面に一つずつ「標準ベクトル」を選び、どの部分群がそれを保存するかを調べる。これらの部分群を物理学者は小群と呼ぶ。 問題は、より簡単な、小群の表現を見つけるという問題に帰着される。例えば、二葉双曲面の標準ベクトルは (m, 0, 0, 0) の形で選ぶことができる。各 m ≠ 0 に対して、このベクトルはちょうど1つの葉に属する。この場合、小群は回転群 SO(3) であり、その全ての表現は既知である。正に粒子が変換される無現次元ユニタリ表現がその分類の一部である。必ずしも全ての表現が（既知の）物理的粒子に対応づけられるわけではない。一葉双曲面の標準ベクトルはタキオンに対応する。光円錐上の粒子は光子や、仮説の段階ではあるが重力子である。原点に対応する「粒子」は真空である。

### メビウス群との関係性
制限ローレンツ群 SO+(1, 3) は射影線型群 PSL(2, C) と同型であり、これはさらにメビウス群、リーマン球面上の共形幾何の対称操作群と同型である（この知識は、ロジャー・ペンローズによってツイスター理論の出発点として用いられている）。
このことは、リー群 SL(2, C) から SO+(1, 3) へのスピノル写像と呼ばれる全射準同型写像を構築することで示すことができる。これは、次のように進められる。
ミンコフスキー時空上の SL(2, C) の作用を、時空上の点を次の形の 2×2 エルミート行列で表すことによって定義することができる。
{\displaystyle X={\begin{bmatrix}t+z&x-iy\\x+iy&t-z\end{bmatrix}}.}
この表現は次の好ましい性質を持っている。
{\displaystyle \det \,X=t^{2}-x^{2}-y^{2}-z^{2}.}
したがって、エルミート行列の張る空間（実ベクトル空間としては四次元空間）を、行列式をミンコフスキー時空上の距離の自乗と考えることによって、ミンコフスキー時空と同一視することができる。SL(2, C) はエルミート行列に対して以下のように作用する。
{\displaystyle X\mapsto PXP^{*}.}
ここで {\displaystyle P^{*}} は {\displaystyle P} のエルミート転置であり、この作用は行列式を保存する。したがって、SL(2, C) はミンコフスキー時空に（線形）等長に作用する。これにより、 SL(2, C) からローレンツ群 SO+(1, 3) への写像を定義することができ、この写像は明らかに準同型写像である。これがスピノル写像である。
スピノル写像の核は二元 ±I からなる部分群であり、この写像は全射である。第一同型定理により、商群 PSL(2, C) = SL(2, C) / {±I} は SO+(1, 3) と同型である。

#### 夜空の見かけ
この同型性の帰結として、リーマン球面上のメビウス変換は、「静止した星々」に対して相対論的速度で運動している観測者から見るであろうように、ローレンツ変換により夜空の見かけが変わる様を表現しているということができる。
「静止した星々」がミンコフスキー時空上にあり、天球上の点によりモデル化されるものとする。すると、天球上のある点はリーマン球面上の点に対応する複素数 ξ = u + iv と対応づけることができ、ミンコフスキー時空上のヌルベクトル（光的ベクトル）は次のように表される。
{\displaystyle \left[{\begin{matrix}u^{2}+v^{2}+1\\2u\\-2v\\u^{2}+v^{2}-1\end{matrix}}\right]}
または、エルミート行列の形で次のように表される。
{\displaystyle N=2\left[{\begin{matrix}u^{2}+v^{2}&u+iv\\u-iv&1\end{matrix}}\right]}
このヌルベクトルの実数倍の集合はある時刻にある点にいる観測者の（ミンコフスキー時空の任意の世界点を原点とすることができる）星のような離れた適当な物体への「視線」と呼ぶことができる。ここで、天球上の点（同等に、視線）をあるエルミート行列により指定することができる。

### 共役類
制限ローレンツ群 SO+(1, 3) はメビウス群 PSL(2, C) と同型であるため、その共役類も五つに分けられる。
- 楕円型変換
- 双曲型変換
- 斜航型 (Loxodromic) 変換
- 放物型変換
- 自明な恒等変換

メビウス変換の項では、メビウス変換をリーマン球面上に作用させたときの不動点を考えることにより、この分類がどのように生じるかを説明しているが、この不動点はここでは制限ローレンツ変換をミンコフスキー時空に作用させたときのヌル固有空間に相当する。
各分類型の例を、それが生成する1パラメータ部分群の影響（たとえば夜空の見かけ）とともに下の節に挙げる。
メビウス変換はリーマン球面（もしくは天球）上の共形変換である。ここで、 SL(2, C) の任意の要素と共役させることにより後述の、楕円型、双曲型、斜航型、放物型ローレンツ変換の任意の要素がそれぞれ得られる。対応する1パラメータ部分群の フロー線 (flow lines) への影響は、共形変換の例に見ることができる。たとえば、楕円型ローレンツ変換は天球状の二つの任意の不動点をもつことができるが、片方の不動点からもう片方の不動点へと弧状のフローを持つ。他の型でも同様である。

#### 楕円型
SL(2, C) の楕円型要素は
{\displaystyle P_{1}=\left[{\begin{matrix}\exp(i\theta /2)&0\\0&\exp(-i\theta /2)\end{matrix}}\right]}
であり、 ξ = 0, ∞ を不動点として持つ。作用を X ↦ P1 X P1* のように書き、項を集めると、スピノル写像により次の制限ローレンツ変換に対応づけられる。
{\displaystyle Q_{1}=\left[{\begin{matrix}1&0&0&0\\0&\cos(\theta )&-\sin(\theta )&0\\0&\sin(\theta )&\cos(\theta )&0\\0&0&0&1\end{matrix}}\right]=\exp \left(\theta \left[{\begin{matrix}0&0&0&0\\0&0&-1&0\\0&1&0&0\\0&0&0&0\end{matrix}}\right]\right)}
この変換は z 軸回りの回転、exp(iθJz) を表わす。この生成する1パラメータ部分群は θ を実変数とすることにより得られる。
対応する天球上の連続変換は（恒等変換以外は）全てが北極と南極という同じ不動点を持つ。他の全ての点は変換により緯線上を移動する。よって、この群は θ が増えるに従って z 軸まわりの連続な反時計周り回転を与える。スピノル写像での明らかな「角度倍増」は「スピノル二重被覆」の特徴的な特性である。

#### 双曲型
SL(2, C) の双曲型要素は
{\displaystyle P_{2}=\left[{\begin{matrix}\exp(\beta /2)&0\\0&\exp(-\beta /2)\end{matrix}}\right]}
で、ξ = 0, ∞ を不動点として持つ。リーマン球面からユークリッド平面への立体投影の下、このメビウス変換の影響は原点からの発散となる。
スピノル変換により、これらは次のローレンツ変換に対応づけられる。
{\displaystyle Q_{2}=\left[{\begin{matrix}\cosh(\beta )&0&0&\sinh(\beta )\\0&1&0&0\\0&0&1&0\\\sinh(\beta )&0&0&\cosh(\beta )\end{matrix}}\right]=\exp \left(\beta \left[{\begin{matrix}0&0&0&1\\0&0&0&0\\0&0&0&0\\1&0&0&0\end{matrix}}\right]\right)}
この変換は z 軸に沿ったラピディティ β のブーストを表わす。これにより生成される1パラメータ部分群は β を実変数とすることにより得られる。対応する天球上の連続変換は（恒等変換以外は）南極と北極という同じ不動点を持つ。他の全ての点は経線に沿って南極から北極方向へと移動する。

#### 斜航型
SL(2, C) の斜航型要素は
{\displaystyle P_{3}=P_{2}P_{1}=P_{1}P_{2}=\left[{\begin{matrix}\exp \left((\beta +i\theta )/2\right)&0\\0&\exp \left(-(\beta +i\theta )/2\right)\end{matrix}}\right]}
であり、 ξ = 0, ∞ を不動点として持つ。スピノル写像によりこれは下のローレンツ変換に対応づけられる。
{\displaystyle Q_{3}=Q_{2}Q_{1}=Q_{1}Q_{2}}
これにより生成される1パラメータ部分群は β+iθ を複素定数ではなく実変数と置き換えることにより得られる。（β, θ が独立に変化するならば、z 軸回りの回転と同時に z 軸に沿ったブーストから成る「二次元」アーベル部分群が得られる。対照的に、ここでとりあげる「一次元」部分群は、二次元部分群の要素のうちブーストのラピディティと回転の角度が「固定比」になっているものから成る。）  
対応する天球上の連続変換は、（恒等変換以外は）南極と北極という同じ不動点を持つ。他の全ての点は南極から北極（もしくはその逆）に向かって斜航線と呼ばれる種類の曲線に沿って移動する。各斜航線は無限に、通常は各極の回りで螺旋を描く。

#### 放物型
SL(2, C) の放物型要素は
{\displaystyle P_{4}=\left[{\begin{matrix}1&\alpha \\0&1\end{matrix}}\right]}
で、リーマン球面上に ξ = ∞ を唯一の不動点として持つ。立体射影の下、実軸に沿った通常の平行移動として現れる。
スピノル変換により、次の（ローレンツ変換を表わす）行列に対応づけられる。
{\displaystyle Q_{4}=\left[{\begin{matrix}1+\vert \alpha \vert ^{2}/2&\operatorname {Re} (\alpha )&\operatorname {Im} (\alpha )&-\vert \alpha \vert ^{2}/2\\\operatorname {Re} (\alpha )&1&0&-\operatorname {Re} (\alpha )\\-\operatorname {Im} (\alpha )&0&1&\operatorname {Im} (\alpha )\\\vert \alpha \vert ^{2}/2&\operatorname {Re} (\alpha )&\operatorname {Im} (\alpha )&1-\vert \alpha \vert ^{2}/2\end{matrix}}\right]}
{\displaystyle ~=\exp \left[{\begin{matrix}0&\operatorname {Re} (\alpha )&\operatorname {Im} (\alpha )&0\\\operatorname {Re} (\alpha )&0&0&-\operatorname {Re} (\alpha )\\-\operatorname {Im} (\alpha )&0&0&\operatorname {Im} (\alpha )\\0&\operatorname {Re} (\alpha )&\operatorname {Im} (\alpha )&0\end{matrix}}\right]}
これにより生成される2パラメータアーベル部分群は、α を複素変数とすることにより得られる。対応する天球状の連続変換は（恒等変換以外は）北極においてある大円に接する円に沿って点を動かす。北極以外の点は全てこの円に沿って動く。
放物型ローレンツ変換はしばしばヌル回転 (null rotations) と呼ばれる。なぜなら、回転が時間的ベクトルを保存したりブーストが空間的ベクトルを保存するのと同様に、ヌルベクトルが保存されるからである。この型のローレンツ変換は恒等変換以外の四種類のローレンツ変換（楕円型、双曲型、斜航型、放物型）の中でも最もなじみのないなので、放物型ローレンツ変換の例がどのような影響をミンコフスキー時空上に与えるのかをここで例示する。 
上の行列は次の変換を与える。
{\displaystyle \left[{\begin{matrix}t\\x\\y\\z\end{matrix}}\right]\rightarrow \left[{\begin{matrix}t\\x\\y\\z\end{matrix}}\right]+\operatorname {Re} (\alpha )\;\left[{\begin{matrix}x\\t-z\\0\\x\end{matrix}}\right]+\operatorname {Im} (\alpha )\;\left[{\begin{matrix}y\\0\\z-t\\y\end{matrix}}\right]+{\frac {\vert \alpha \vert ^{2}}{2}}\;\left[{\begin{matrix}t-z\\0\\0\\t-z\end{matrix}}\right]}
ここで、一般性を失うことなく Im(α) = 0 とする。この変換を実パラメータ α で微分し、α = 0 で評価することにより、次の対応するベクトル場（一次線形微分作用素）が生成される。
{\displaystyle x\,\left(\partial _{t}+\partial _{z}\right)+(t-z)\,\partial _{x}}
これを関数 f(t, x, y, z) に適用し、不変であること、つまりこの変換により消滅することを要請すると、その結果得られる一次線形偏微分方程式は次の形式で表現できる。
{\displaystyle f(t,x,y,z)=F(y,\,t-z,\,t^{2}-x^{2}-z^{2})}
ここで F は「任意の」滑らかな関数である。F の引数は、この放物型変換により世界点がどのように移動するかを記述する三つの「回転不変量」で、これらは不変に保たれる。
{\displaystyle y=c_{1},\quad t-z=c_{2},\quad t^{2}-x^{2}-z^{2}=c_{3}}
これらの右辺の定数に実数値を選ぶことにより三つの条件が得られ、それがミンコフスキー時空上の曲線を指定する。この曲線は変換の軌道である。 
これらの回転不変量の形式から、フロー線（軌道）がシンプルに説明できることがわかる。あまり重要でない座標 y を無視すると、各軌道は「ヌル平面」  t = z + c2 と「双曲面」  t2 − x2 − z2 = c3 との交差線となる。c3 = 0 の場合は放物面は光円錐へと縮退し、軌道は対応するヌル平面上の放物線になる。
光円錐上のある特定のヌルラインは不変に保たれる。これは上述したリーマン球面上の不動点に対応する。原点を通る別のヌルラインは変換により「円錐の周りに振り回される」。そのようなヌルラインが α が増えるにつれどのように動くかは、上述の天球上のある円形フロー線に沿って動く点に対応する。
代わりに Re(α) = 0 とすると、似た軌道ではあるが x と y の役割が逆転したものが得られる。 
放物型変換はヘリシティ |h| ≥ 1 の質量のない粒子（たとえば光子）のゲージ対称性に繋がる。さきほど明示した例では、z 方向に質量のない粒子は運動しており、その四元運動量は P=(p,0,0,p) であり、運動中の「小群」内では上で示した x-ブーストと y-回転の組み合わせ  Kx−Jy により変化しない。このことは明示した変換則から明らかである。P は光的ベクトルであるから不変であり、したがって α を変化させても何も影響を受けない。上の特殊な場合では c1 = c2 = c3 = 0 である。（類似の生成子 Ky+Jx と  Jz も E(2) と同型な光的ベクトルの小群を構成する。）

## リー代数
リー群の常として、ローレンツ群の多くの側面がそのリー代数により明らかにできる。ローレンツ群は R4 上の微分同相群の部分群であり、したがってそのリー代数は R4 上のベクトル場により明らかにされる。具体的には、空間に等長性を生成するベクトルはキリングベクトルであり、これがリー代数を計算する際に便利な左不変なベクトル場の代わりとなる。次の六つの生成子を書き下すことができる。
- 三つの回転 i J を生成する R4 上のベクトル場

{\displaystyle -y\partial _{x}+x\partial _{y}\equiv iJ_{z}~,\qquad -z\partial _{y}+y\partial _{z}\equiv iJ_{x}~,\qquad -x\partial _{z}+z\partial _{x}\equiv iJ_{y}}
- 三つのブースト i K を生成する R4 上のベクトル場

{\displaystyle x\partial _{t}+t\partial _{x}\equiv iK_{x}~,\qquad y\partial _{t}+t\partial _{y}\equiv iK_{y}~,\qquad z\partial _{t}+t\partial _{z}\equiv iK_{z}}
ここで、次のような一階線形偏微分作用素の形で書かれたベクトル場から1パラメータ群を得る方法について軽くおさらいしておこう。
{\displaystyle -y\partial _{x}+x\partial _{y}}
対応する初期値問題は以下のようになる。
{\displaystyle {\frac {\partial x}{\partial \lambda }}=-y,\;{\frac {\partial y}{\partial \lambda }}=x,\;x(0)=x_{0},\;y(0)=y_{0}}
この解は次のように書ける。
{\displaystyle x(\lambda )=x_{0}\cos(\lambda )-y_{0}\sin(\lambda ),\;y(\lambda )=x_{0}\sin(\lambda )+y_{0}\cos(\lambda )}
または
{\displaystyle \left[{\begin{matrix}t\\x\\y\\z\end{matrix}}\right]=\left[{\begin{matrix}1&0&0&0\\0&\cos(\lambda )&-\sin(\lambda )&0\\0&\sin(\lambda )&\cos(\lambda )&0\\0&0&0&1\end{matrix}}\right]\left[{\begin{matrix}t_{0}\\x_{0}\\y_{0}\\z_{0}\end{matrix}}\right]}
ここで、z 軸まわりの回転 exp(i λ Jz) の1パラメータ行列群をすぐにみてとることができる。群パラメータ λ で微分し λ=0 を代入すれば、次の行列が得られる。
{\displaystyle iJ_{z}=\left[{\begin{matrix}0&0&0&0\\0&0&-1&0\\0&1&0&0\\0&0&0&0\end{matrix}}\right]}
これが最初のベクトル場に対応する。このようにしてリー代数の要素の行列表現とベクトル場表現を対応づけることができる。
前節の手続を逆転させることにより、上の六つの生成子に対応するメビウス変換が次に示すパウリ行列にそれぞれ  β/2 （回転の場合）および  iθ/2 （ブーストの場合）をかけて指数関数をとったものになることがわかる。
{\displaystyle \sigma _{1}=\left[{\begin{matrix}0&1\\1&0\end{matrix}}\right],\;\;\sigma _{2}=\left[{\begin{matrix}0&-i\\i&0\end{matrix}}\right],\;\;\sigma _{3}=\left[{\begin{matrix}1&0\\0&-1\end{matrix}}\right]}
ここでの目的のためには、別の生成子がより便利である。下表その六つの生成子の一覧を挙げる。表の見方は、
- 最初の行は（リーマン球面から立体射影した後の）ユークリッド平面上の実ベクトル場としてのメビウス群の作用の下のフローの生成子を示す。
- 二行目は対応するメビウス変換の1パラメータ部分群を示す。
- 三行目は対応する（上の1パラメータ部分群を準同型写像でうつした）ローレンツ変換の1パラメータ部分群を示す。
- 四行目は対応するミンコフスキー時空上の実ベクトル場としてのローレンツ群の作用の下のフローの生成子を示す。

これらの生成子は次からなることに注意されたい。 
- 二つの放物型（ヌル回転）
- 一つの双曲型（∂z 方向のブースト）
- 三つの楕円型（x,y,z 軸まわりの回転）

| R2 上のベクトル場                                                         | SL(2, C) の部分群のメビウス変換表現 | SO+(1, 3) の1パラメータ部分群のローレンツ変換表現 | R4 上のベクトル場                                                                                |
| 放物型                                                                    | 放物型 | 放物型 | 放物型                                                                                           |
| ------------------------------------------------------------------------- | --- | --- | ------------------------------------------------------------------------------------------------ |
| {\displaystyle \partial _{u}\,\!}                                         | {\displaystyle \left[{\begin{matrix}1&\alpha \\0&1\end{matrix}}\right]} | {\displaystyle \left[{\begin{matrix}1+\alpha ^{2}/2&\alpha &0&-\alpha ^{2}/2\\\alpha &1&0&-\alpha \\0&0&1&0\\\alpha ^{2}/2&\alpha &0&1-\alpha ^{2}/2\end{matrix}}\right]} | {\displaystyle X_{1}=\,\!} {\displaystyle x(\partial _{t}+\partial _{z})+(t-z)\partial _{x}\,\!} |
| {\displaystyle \partial _{v}\,\!}                                         | {\displaystyle \left[{\begin{matrix}1&i\alpha \\0&1\end{matrix}}\right]} | {\displaystyle \left[{\begin{matrix}1+\alpha ^{2}/2&0&\alpha &-\alpha ^{2}/2\\0&1&0&0\\\alpha &0&1&-\alpha \\\alpha ^{2}/2&0&\alpha &1-\alpha ^{2}/2\end{matrix}}\right]} | {\displaystyle X_{2}=\,\!} {\displaystyle y(\partial _{t}+\partial _{z})+(t-z)\partial _{y}\,\!} |
| 双曲型                                                                    | | |                                                                                                  |
| {\displaystyle {\frac {1}{2}}\left(u\partial _{u}+v\partial _{v}\right)}  | {\displaystyle \left[{\begin{matrix}\exp \left({\frac {\beta }{2}}\right)&0\\0&\exp \left(-{\frac {\beta }{2}}\right)\end{matrix}}\right]}                                                                              | {\displaystyle \left[{\begin{matrix}\cosh(\beta )&0&0&\sinh(\beta )\\0&1&0&0\\0&0&1&0\\\sinh(\beta )&0&0&\cosh(\beta )\end{matrix}}\right]}                               | {\displaystyle X_{3}=\,\!} {\displaystyle z\partial _{t}+t\partial _{z}\,\!}                     |
| 楕円型                                                                    | | |                                                                                                  |
| {\displaystyle {\frac {1}{2}}\left(-v\partial _{u}+u\partial _{v}\right)} | {\displaystyle \left[{\begin{matrix}\exp \left({\frac {i\theta }{2}}\right)&0\\0&\exp \left({\frac {-i\theta }{2}}\right)\end{matrix}}\right]}                                                                          | {\displaystyle \left[{\begin{matrix}1&0&0&0\\0&\cos(\theta )&-\sin(\theta )&0\\0&\sin(\theta )&\cos(\theta )&0\\0&0&0&1\end{matrix}}\right]}                              | {\displaystyle X_{4}=\,\!} {\displaystyle -y\partial _{x}+x\partial _{y}\,\!}                    |
| {\displaystyle {\frac {v^{2}-u^{2}-1}{2}}\partial _{u}-uv\,\partial _{v}} | {\displaystyle \left[{\begin{matrix}\cos \left({\frac {\theta }{2}}\right)&-\sin \left({\frac {\theta }{2}}\right)\\\sin \left({\frac {\theta }{2}}\right)&\cos \left({\frac {\theta }{2}}\right)\end{matrix}}\right]}  | {\displaystyle \left[{\begin{matrix}1&0&0&0\\0&\cos(\theta )&0&\sin(\theta )\\0&0&1&0\\0&-\sin(\theta )&0&\cos(\theta )\end{matrix}}\right]}                              | {\displaystyle X_{5}=\,\!} {\displaystyle -x\partial _{z}+z\partial _{x}\,\!}                    |
| {\displaystyle uv\,\partial _{u}+{\frac {1-u^{2}+v^{2}}{2}}\partial _{v}} | {\displaystyle \left[{\begin{matrix}\cos \left({\frac {\theta }{2}}\right)&i\sin \left({\frac {\theta }{2}}\right)\\i\sin \left({\frac {\theta }{2}}\right)&\cos \left({\frac {\theta }{2}}\right)\end{matrix}}\right]} | {\displaystyle \left[{\begin{matrix}1&0&0&0\\0&1&0&0\\0&0&\cos(\theta )&-\sin(\theta )\\0&0&\sin(\theta )&\cos(\theta )\end{matrix}}\right]}                              | {\displaystyle X_{6}=\,\!} {\displaystyle -z\partial _{y}+y\partial _{z}\,\!}                    |

この表の一列を検証してみよう。始めに、
{\displaystyle \sigma _{2}=\left[{\begin{matrix}0&i\\-i&0\end{matrix}}\right]}
を指数関数に入れて次を得る。
{\displaystyle \exp \left({\frac {i\theta }{2}}\,\sigma _{2}\right)=\left[{\begin{matrix}\cos(\theta /2)&-\sin(\theta /2)\\\sin(\theta /2)&\cos(\theta /2)\end{matrix}}\right]}
この SL(2, C) の要素は（楕円型）メビウス変換の1パラメータ部分群の表現である。
{\displaystyle \xi \mapsto {\frac {\cos(\theta /2)\,\xi -\sin(\theta /2)}{\sin(\theta /2)\,\xi +\cos(\theta /2)}}}
さらに次を得る。
{\displaystyle \left.{\frac {d\xi }{d\theta }}\right|_{\theta =0}=-{\frac {1+\xi ^{2}}{2}}}
対応する C 上のベクトル場（立体射影の下の S2 の像と考えることができる）は
{\displaystyle -{\frac {1+\xi ^{2}}{2}}\,\partial _{\xi }}
{\displaystyle \xi =u+iv} と書くことにすると、これは R2 上のベクトル場となる。
{\displaystyle -{\frac {1+u^{2}-v^{2}}{2}}\,\partial _{u}-uv\,\partial _{v}}
SL(2, C) の要素に戻り、作用 {\displaystyle X\mapsto PXP^{*}} を書き出して項を集めると、スピノル写像の像は次の SO+(1, 3) の要素であることがわかる。
{\displaystyle \left[{\begin{matrix}1&0&0&0\\0&\cos(\theta )&0&\sin(\theta )\\0&0&1&0\\0&-\sin(\theta )&0&\cos(\theta )\end{matrix}}\right]}
θ で微分して θ=0 を代入すると、対応する R4 上のベクトル場が得られる。  
{\displaystyle z\partial _{x}-x\partial _{z}}
これは明らかに y 軸まわりの反時計回り回転である。

## ローレンツ群の部分群
ローレンツ群のリー代数の部分代数はを共役による違いを除いて列挙することができる。そこから、制限ローレンツ群の閉じた部分群を共役の違いを除いて列挙することができる。（詳細については(Hall 2004)を参照のこと。） その結果は上の表に挙げた生成系により容易に表現できる。
その一次元部分代数はもちろんローレンツ群の四つの共役類に次のように対応する。
- {\displaystyle X_{1}} により放物型1パラメータ部分代数 SO(0, 1) が生成される。
- {\displaystyle X_{3}} によりブーストの1パラメータ部分代数 SO(1, 1) が生成される。
- {\displaystyle X_{4}} により回転の1パラメータ部分代数 SO(2) が生成される。
- {\displaystyle X_{3}+aX_{4}} ({\displaystyle a\neq 0} は任意) により斜航型変換の1パラメータ部分代数が生成される。

（厳密に言うと、最後の生成子は a が違えば違う類に対応するため、無限の類に対応する。）二次元部分代数については、
- {\displaystyle X_{1},X_{2}} により放物型全体のアーベル部分代数が生成される。
- {\displaystyle X_{1},X_{3}} により、アフィン群 A(1) に同型な非アーベル部分代数が生成される。
- {\displaystyle X_{3},X_{4}} により、不動点対を共有するブースト、回転、斜航型変換からなるアーベル部分代数が生成される。

三次元部分代数については、
- {\displaystyle X_{1},X_{2},X_{3}} により、「ユークリッド相似群」Hom(2) のリー代数と同型な、ビアンキ V 型部分代数が生成される。
- {\displaystyle X_{1},X_{2},X_{4}} により、ユークリッド群 E(2) と同型な、ビアンキ VII_0 型部分代数が生成される。
- {\displaystyle X_{2},X_{2},X_{3}+aX_{4}} （ただし {\displaystyle a\neq 0}）により、ビアンキ VII_a 型部分代数が生成される。
- {\displaystyle X_{1},X_{3},X_{5}} により、双曲平面上の等長変換群であるリー代数 SL(2, R) と同型な、ビアンキ VIII 型部分代数が生成される。
- {\displaystyle X_{4},X_{5},X_{6}} により、 回転群のリー代数 SO(3) と同型な、ビアンキ  IX 型部分代数が生成される。

（ここで、ビアンキ分類とはイタリア人数学者ルイージ・ビアンキによる三次元リー代数の分類である。） 四次元部分代数はすべて次に共役である。
- {\displaystyle X_{1},X_{2},X_{3},X_{4}} により、ユークリッド相似変換 群 Sim(2) のリー代数に同型な部分代数が生成される。

これら部分代数は格子を形成し（図を参照）、各部分代数は制限リー群の閉部分群のべき乗により生成される。これらから、クラインの四元群の要素を乗することにより、ローレンツ群の全ての部分群が、共役による違いを除いて、構成できる。

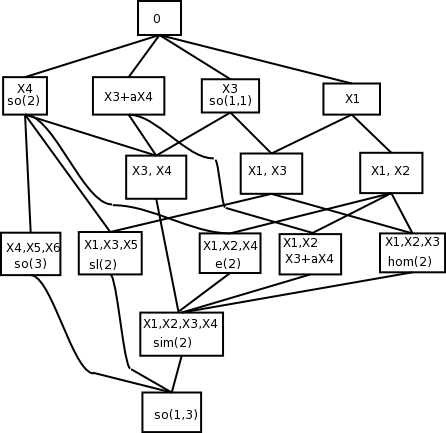
リー代数 SO(1, 3) の共役による違いを除いた部分代数の束

連結リー群の常として、制限ローレンツ群の閉じた部分群の剰余空間、すなわち等質空間は、非常に数学的に興味深い。いくつか簡潔な説明を加えると、
- 群 Sim(2) は「ヌルライン」、すなわちリーマン球面上の点の であり、等質空間 SO+(1, 3)/Sim(2) は球面 S2 上の共形幾何（英語版）を表現するクライン幾何（英語版）である。
- ユークリッド群 SE(2) （の単位元成分）はヌルベクトルの安定化部分群である。よって、等質空間  SO+(1, 3)/SE(2) は質量のない粒子の運動量空間である。幾何学的にはこのクライン幾何はミンコフスキー時空上の光円錐の「縮退した」幾何を表現している。
- 回転群 SO(3) は時間的ベクトルの安定化部分群である。よって、SO+(1, 3)/SO(3) は質量のある粒子の運動量空間である。幾何学的には、この空間は三次元双曲空間（英語版） H3 にほかならない。

## 被覆群
前節では、スピノル写像と呼ばれる準同型写像 SL(2, C) → SO+(1, 3) を構築した。SL(2, C) は単連結であるから、これは制限ローレンツ群 SO+(1, 3) の被覆群である。 制限により、準同型写像 SU(2) → SO(3) が得られる。ここで、特殊ユニタリ群 SU(2) は単位ノルム四元数の成す群と同型であるから、これもまた単連結であり、回転群 SO(3) の被覆群である。これらの被覆写像はそれぞれ、被覆群のちょうど二つの要素が商群の各要素に対応するという意味で二重写像である。制限ローレンツ群と回転群とは二重連結であるということが多い。これは、各群の基本群が二要素巡回群 Z2 と同型であることを意味する。
（量子力学への応用においては、特殊線形群 SL(2, C) のことがローレンツ群とよばれていることもある。）
二重被覆はスピン群の特徴である。実際、二重被覆
Spin+(1, 3) = SL(2, C) → SO+(1, 3)
Spin(3) = SU(2) → SO(3)
に加えて次の二重被覆も存在する。
Pin(1, 3) → O(1, 3)
Spin(1, 3) → SO(1, 3)
Spin+(1, 2) = SU(1, 1) → SO(1, 2)
これらスピノル二重被覆はクリフォード代数と密接に関連している。 

## トポロジー
二重被覆
SU(2) → SO(3)
の左辺と右辺の群はそれぞれ次の二重被覆の左辺と右辺の群の変位レトラクトである。
SL(2, C) → SO+(1, 3)
ここで、等質空間 SO+(1, 3)/SO(3) は三次元双曲空間 H3 と位相同型であるから、制限ローレンツ群はファイバー SO(3) および底 H3 を持つ主ファイバー束であることが示されたことになる。 後者は R3 と位相同型であるから、SO(3) が三次元実射影空間 RP3 と同型であるのに対して、制限ローレンツ群は RP3 と R3 の積に「局所的に」同型であるといえる。この底空間は可縮であるから、これは大域位相同型に拡張可能である。

## より高次元への一般化
ローレンツ群の概念は任意の次元の時空に対して自然に一般化することができる。数学的には、n+1-次元ミンコフスキー時空のローレンツ群は Rn+1 上の線形変換のうち、次の二次形式を普遍に保つ変換の成す O(n, 1)（もしくは O(1, n)）である。
{\displaystyle (x_{1},x_{2},\ldots ,x_{n},x_{n+1})\mapsto x_{1}^{2}+x_{2}^{2}+\cdots +x_{n}^{2}-x_{n+1}^{2}}
四次元ローレンツ群  (n = 3) の性質の多くが直ちに任意の n へ拡張できる。たとえば、ローレンツ群 O(n, 1) は四つの連結成分を持ち、n+1-次元ミンコフスキー時空上に (n−1)-次元天球上の共形変換として作用する。単位元成分 SO+(n, 1) は n-次元双曲空間 Hn 上の SO(n)-束である。
n = 1 や n = 2 の低次元のものは、物理的な n = 3 の場合の「トイモデル」としてしばしば有用である。対して、より高次元のものは弦理論などの隠された次元の存在を仮定する物理理論においてもちいられる。ローレンツ群 O(n, 1) は等質空間 O(n, 1)/O(n−1, 1) として実現される n-次元ド・ジッター空間 dSn の等長群でもある。特に、O(4, 1) は宇宙モデルのひとつド・ジッター宇宙 dS4 の等長群である。